# إتي للأعمال المعدنية
إتي للأعمال المعدنية (بالتركية: Eti Maden İşletmeleri)‏ ( Genel Müdürlüğü) هي شركة تعدين وكيماويات تركية مملوكة للدولة تركز على منتجات البورون. تحتكر الحكومة تعدين معادن البورات في تركيا ، التي تمتلك 72٪ من الرواسب المعروفة في العالم.  وفي عام 2012، عقد 47٪ حصة من الإنتاج العالمي من المعادن بورات، متقدما على منافسه الرئيسي، مجموعة ريو تينتو ، الذي عقد 23٪. 
في عام 2012 ، كانت الشركة الصناعية الحادية والأربعون الأكبر في تركيا ، بإيرادات سنوية قدرها 850 مليون دولار.  
تأسس في عام 1935 باسم إتي بنك ، وهو بنك تم إنشاؤه لتمويل استخراج الموارد الطبيعية التركية ؛ في عام 1993 ، تمت خصخصة الأنشطة المصرفية للشركة وتم فصل أنشطتها التعدينية تحت اسم إتي القابضة . في عام 2004 ، تمت إعادة هيكلة الشركة مرة أخرى وأطلق عليها اسم إتي للأعمال المعدنية. 
تشمل الشركات التابعة لها أيه بي إتيبرودكتس أو واي ، وهي شركة مقرها فنلندا توزع منتجات إتي للأعمال المعدنية في الدول الاسكندنافية وأوروبا الشرقية وروسيا وآسيا الوسطى وأفريقيا . تمتلك بانديرما بوراكس إحدى محطات الطاقة الصغيرة التي تعمل بالفحم في تركيا . 